# Infurcitinea raddei
Infurcitinea raddei är en fjärilsart som beskrevs av Petersen 1958. Infurcitinea raddei ingår i släktet Infurcitinea och familjen äkta malar. Inga underarter finns listade i Catalogue of Life.